# EMD SD40形ディーゼル機関車
EMD SD40は、1966年1月から1972年7月の間にアメリカのGM-EMDが製造した6動軸の電気式ディーゼル機関車である。車体形状はフード・ユニットであり、軸配置は3軸台車のC-C形である。搭載するディーゼルエンジンの出力は3,000馬力(2,240kW)である。総計1,275両が製造され、うち883両がアメリカ合衆国、330両がカナダ、62両がメキシコの各鉄道会社に納入された。

## 解説

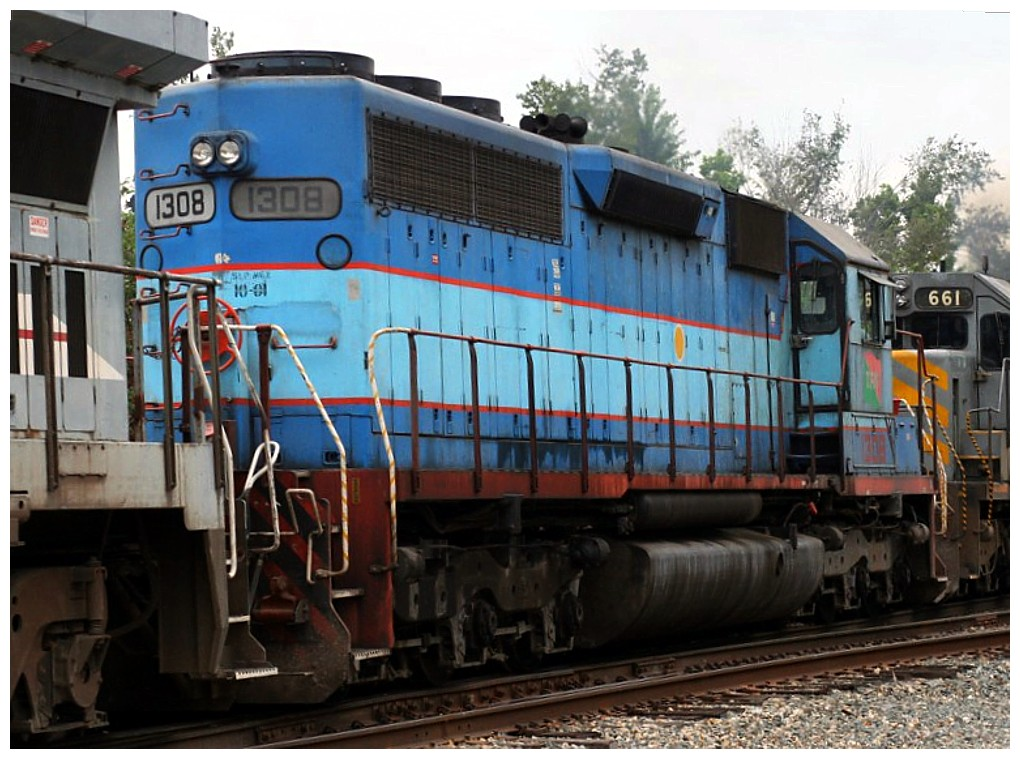
TFMのSD40 (ロング・フード側)

本形式はSD38(16気筒エンジン・2,000馬力)、SD39(12気筒・2,300馬力)、SDP40(16気筒・3,000馬力・蒸気発生装置搭載)、SD45(20気筒・3,600馬力)と共通のフレームに、V型16気筒の645E3型エンジンを搭載している。
SD38との違いは、ターボチャージャーの排気煙突があること、ロング・フード車端部屋根にあるラジエターのファンが3つあることである（SD38は2つ）。SD40との相違点は、車体が短いために前後のデッキ部分(ポーチと呼ぶ)が広くなっていることである。
試作車は、1964年7月にSD35のフレームを使用して作られたEMD434号である。量産車よりも前後に若干短い。ガルフ・モバイル・アンド・オハイオ鉄道950号などを経て、現在もイリノイ・セントラル鉄道およびカナディアン・ナショナル鉄道の6071号として使用されている。
後継車種はDash 2の仕様を取り入れたSD40-2である。